# Шудзя (река)
Шудзя — река в Глазовском районе Удмуртии, правый приток Пышкеца.
Река берёт начало на Верхнекамской возвышенности. Длина реки составляет 14 км. Протекает на юго-запад, юг и юго-восток, впадает в Пышкец недалеко от деревни Пышкец (Глазовский район).

## Данные водного реестра
По данным государственного водного реестра России относится к Камскому бассейновому округу, водохозяйственный участок реки — Чепца от истока до устья, речной подбассейн реки Вятка. Речной бассейн реки — Кама.